# أبيشاتبونج ويراسيتاكول
أبيشاتبونج ويراسيتاكول (بالتايلندية: อภิชาติพงศ์ วีระเศรษฐกุล) (و. 1970  م) هو مخرج أفلام، ومنتج أفلام، وكاتب سيناريو تايلاندي، ولد في بانكوك.

## التعليم
تعلم في Khon Kaen University ‏، وSchool of the Art Institute of Chicago ‏.

## جوائز
حصل على جوائز منها:
- Yanghyun Prize [الإنجليزية]‏ (2014)
- نيشان الفنون والآداب من رتبة ضابط (2011).[12]

## وصلات خارجية
- أبيشاتبونج ويراسيتاكول على موقع IMDb (الإنجليزية)
- أبيشاتبونج ويراسيتاكول على موقع الموسوعة البريطانية (الإنجليزية)
- أبيشاتبونج ويراسيتاكول على موقع مونزينجر (الألمانية)
- أبيشاتبونج ويراسيتاكول على موقع قاعدة بيانات الأفلام العربية
- أبيشاتبونج ويراسيتاكول على موقع ألو سيني (الفرنسية)
- أبيشاتبونج ويراسيتاكول على موقع ميوزك برينز (الإنجليزية)
- أبيشاتبونج ويراسيتاكول على موقع أول موفي (الإنجليزية)
- أبيشاتبونج ويراسيتاكول على موقع قاعدة بيانات الأفلام السويدية (السويدية)
- أبيشاتبونج ويراسيتاكول على موقع ديسكوغز (الإنجليزية)
- أبيشاتبونج ويراسيتاكول على موقع قاعدة بيانات الفيلم (الإنجليزية)